# 友愛站
友愛站（英語：Yau Oi Stop）是香港輕鐵一個車站，代號275，屬單程車票第2收費區，只有1個月台，得名自友愛邨，只有751線使用本站，並以本站為總站。

## 車站樓層
| 地面              | 月台 | \| 友愛邨 \| \| \| \| \| \| 側式 · 開左邊车门 \| \| \| \| \| \| \| \| 輕鐵751綫往天逸（安定） \| 1 \| \| \| \| \| 友愛路 \| \| \| |   |  |
| 友愛邨            |      | |   |  |
| 側式 · 開左邊车门 |      | |   |  |
|                   |      | 輕鐵751綫往天逸（安定） | 1 |  |
|                   |      | 友愛路 |   |  |

## 車站周邊
- 友愛邨愛智樓、愛義樓、愛廉樓、第二號停車場
- 香港九龍塘基督教中華宣道會陳瑞芝紀念中學
- 順德聯誼總會譚伯羽中學
- 伊斯蘭學校

### 車站月台
友愛站為三個只有1個（單向）月台的輕鐵車站之一（另外的是山景（南）站和山景（北）站）；也是極少數和馬路共用路面的車站（另外的是大興（南）站和大興（北）站），相應的路軌位於友愛路路面。

## 歷史
計劃中決定以512協助612前往友愛，最後規劃，因512嚴重重疊612，612決定由友愛為總站。512將會在輕便鐵路正式通車的一日(1988年9月18日)停辦。
通車後，此站是612線的終點站，而505、506及507線則以安定站作為終點站，使用其南面的調頭路軌調頭。
屯門支線（屯門碼頭至安定）興建期間，當時所有經市中心站的輕鐵路線不停安定站2號月台，改以本站為終點站，直至1991年秋季竣工為止。竣工後，507線率先延長往屯門碼頭，而505線在1992年三聖站啟用後才延長路線。
此後，506及612線仍以本站為終點站。1994年3月13日，612與722線合併成720線（友愛至天瑞），自此720及506線同時以本站為終點站。
2002年7月中，因杯渡路架空路軌工程展開，506線自此改以巴士行駛（2003年8月尾，杯渡路架空路軌工程竣工後至今仍以巴士行駛但由本站附近的居民要步行到安定站搭乘），自此本站只有720線駛經，2003年12月7日，天水圍支線通車，751線正式取代720線，本站現時只有751線停靠（往天逸）。
2019年10月3日，香港各區都爆發激烈衝突，其中在屯門區亦有多處被破壞。由於市中心站右轉友愛站的波口受破壞，令列車未能駛進友愛站，導致751線未能即時恢復行經友愛站。2019年12月22日，友愛站重開。

## 接駁交通
本站並沒有鄰近的巴士站，需步行到安定站旁。

## 資料來源
1. ↑  . news.rthk.hk.   [2019-12-21]. （原始内容存档于2019-12-21） （中文（臺灣））.

## 外部連結
- 港鐵（页面存档备份，存于）
- 港鐵公司 - 輕鐵街道圖（页面存档备份，存于）